# Zbór Kościoła Chrześcijan Dnia Sobotniego w Poddębicach
Zbór Kościoła Chrześcijan Dnia Sobotniego w Poddębicach – zbór chrześcijan dnia sobotniego w Poddębicach, z siedzibą przy ul. Partyzantów. Zbór liczy ok. 30 osób.